# فرناندو بريمو دي ريفيرا
فرناندو بريمو دي ريفيرا إي سوبريمونتي، مركيز إستيلا الأول Fernando Primo de Rivera (24 يوليو 1831 – 23 مايو 1921) كان سياسيًا وجنديًا إسبانيًا. كان جنرالًا إسبانيًا في صفوف المقاومة الإسبانية ضد نابليون بونابرت. كان فرناندو بريمو دي ريفيرا نجل أنطونيو هيرمينجيلدو بريمو دي ريفيرا إي سوبريمونتي وزوجته آنا ماريا دي توريس روفيلاس إي بينيا فيليز (1811-1865)؛ كانت ابنة ميغيل دي توريس روفيلاس إي بينيا فيليز، الكونت الثالث عشر لتوريس روفيلاس، مركيز بينيا فيليز الثامن (1764–1851). كان جده برتراند بريمو دي ريفيرا (1741–1813):

## الخدمة العسكرية
خدم في عدة حروب، منها تمردات مدريد عامي 1848 و1866 وحرب كارليستا الثانية. عندما استولت القوات تحت قيادته في الحرب الكارلية الثانية على إستيلا، تم تسميته مركيز إستيلا. كان الحاكم العام الإسباني للفلبين من عام 1880 إلى عام 1883. وفي عام 1897، أصبح مرة أخرى الحاكم العام الإسباني للفلبين. قام بتعليق الأعمال العدائية مؤقتًا في الثورة الفلبينية من خلال المفاوضات مع إميليو أجوينالدو في ميثاق بياك نا باتو  وعمل لفترة وجيزة كحاكم عام للفلبين. كان وزيراً ورئيس وزراء إسبانيا السبعين لمدة يوم واحد بين 30 و31 ديسمبر 1874. تم إنشاء ماركيز إستيلا الأول  في 25 مايو 1877، والفارس رقم 1124 من وسام الجِزَّة الذهبية الإسباني، والصليب الأكبر رقم 287 من الوسام الملكي لسيدة كونسيبسيون من فيلا فيكوسا من البرتغال عام 1879..

## عائلته
تزوج في إشبيلية في 18 يونيو 1857 من ماريا ديل بيلار أرياس-كيروغا إي إسكاليرا (إشبيلية، ألكوليا ديل ريو، حوالي 1835 – 10 مايو 1894)، السيدة رقم 745 من الوسام الملكي للملكة ماريا لويزا، ابنة خوان أرياس- كيروجا إي ميخياس، ماركيز أرياس كيروجا السابع وزوجته ماريا مانويلا دي إسكاليرا إي فرنانديز دي بينياراندا، ابنة روبرتو دي إسكاليرا إي فرنانديز دي بينيارادا، اللورد السادس والأربعون لبيناراندا، الذي لم يكن لديه أي قضية منه. وكان أيضًا عم ميغيل بريمو دي ريفيرا، الدكتاتور الإسباني، وحفيد مؤسس كتائب الفلانخي الإسبانية، خوسيه أنطونيو بريمو دي ريفيرا.

## انظر ايضا
لقب ماركيز إستيلا